# Troglodyte à ventre blanc
Uropsila leucogastra
Genre
Espèce
Statut de conservation UICN

 LC  : Préoccupation mineure
Le Troglodyte à ventre blanc (Uropsila leucogastra) est une espèce d'oiseaux de la famille des Troglodytidae.
Son aire s'étend essentiellement à travers les zones côtières du Mexique et le nord de l'Amérique centrale.